# UFC Fight Night: Holloway vs. Rodríguez
 UFC Fight Night: Holloway vs. Rodríguez (conosciuto anche come UFC Fight Night 197, oppure UFC on ESPN+ 55, o anche UFC Vegas 42)  è stato un evento di arti marziali miste tenuto dalla Ultimate Fighting Championship il 13 novembre 2021 all’UFC APEX di Las Vegas, negli Stati Uniti.

## Risultati
|                  | Divisione               |                        |                 |                   | Metodo                                  | Round           | Tempo           | Premio          |
| Card Principale  | Card Principale         | Card Principale        | Card Principale | Card Principale   | Card Principale                         | Card Principale | Card Principale | Card Principale |
| ---------------- | ----------------------- | ---------------------- | --------------- | ----------------- | --------------------------------------- | --------------- | --------------- | --------------- |
|                  | Pesi piuma              | Max Holloway           | batte           | Yair Rodríguez    | Decisione unanime (49–46, 48–47, 48–47) | 5               | 5:00            | FOTN            |
|                  | Pesi massimi            | Marcos Rogério de Lima | batte           | Ben Rothwell      | KO tecnico (pugni)                      | 1               | 0:32            |                 |
|                  | Pesi piuma femminili    | Felicia Spencer        | batte           | Leah Letson       | KO tecnico (pugni)                      | 3               | 4:25            |                 |
|                  | Pesi welter             | Khaos Williams         | batte           | Miguel Baeza      | KO tecnico (pugni)                      | 3               | 1:02            | POTN            |
|                  | Pesi gallo              | Song Yadong            | batte           | Julio Arce        | KO tecnico (calcio alla testa e pugni)  | 2               | 1:35            |                 |
| Card Preliminare |                         |                        |                 |                   |                                         |                 |                 |                 |
|                  | Catchweight (157.5 lbs) | Joel Álvarez           | batte           | Thiago Moisés     | KO tecnico (gomitate e pugni)           | 1               | 3:01            |                 |
|                  | Pesi mosca femminili    | Andrea Lee             | batte           | Cynthia Calvillo  | KO tecnico (stop dall’angolo)           | 2               | 5:00            | POTN            |
|                  | Pesi piuma              | Sean Woodson           | batte           | Collin Anglin     | KO tecnico (pugni al corpo)             | 1               | 4:30            |                 |
|                  | Catchweight (128.5 lbs) | Cortney Casey          | batte           | Liana Jojua       | Decisione unanime (30–27, 30–27, 30–27) | 3               | 5:00            |                 |
|                  | Pesi leggeri            | Rafael Alves           | batte           | Marc Diakiese     | Sottomissione (guillotine choke)        | 1               | 1:48            |                 |
|                  | Pesi mediomassimi       | Da Un Jung             | batte           | Kennedy Nzechukwu | KO (gomitate)                           | 1               | 3:04            |                 |

## Premi
I lottatori premiati ricevettero un bonus di 50.000 dollari.
Legenda:
- FOTN: Fight of the Night (vengono premiati entrambi gli atleti per il miglior incontro dell'evento)
- POTN: Performance of the Night (viene premiato il vincitore per la migliore performance dell'evento)